# Tacuarí (corveta)
O 'Tacuarí foi uma corveta da Armada do Paraguai que atuou na Guerra do Paraguai, atuando como insígnia da frota dessa nação.

## História
Construído em 1852 nos estaleiros dos engenheiros John e Alfred Blyth, da West India Dock, em Limehouse, Inglaterra, em 1854 foi adquirido pelo governo paraguaio de Carlos Antonio López pela soma de 29.850 libras esterlinas. Zarpou de Londres em 1854 sob comando do capitão inglês George Francis Morice, contratado para ajudar a organização da nascente marinha de guerra paraguaia, que também levava como segundo tenente o paraguaio Andrés Velilla. O vapor trazia como carga entre 8 a 10 máquinas a vapor para armar outros navios que estavam sendo construídos nos estaleiros em Assunção.
O Tacuarí tinha um deslocamento de 488 toneladas e suas duas máquinas a vapor tinham 180hp cada uma, que impulsionavam rodas laterais que podiam operar separadas e independentes, resultando em uma velocidade máxima de 16 nós. Era equipado com 2 canhões Whitworth de 60 libras 2 canhões de 32 libras e 2 canhões 8 libras, tendo como tripulação 70 homens. Embora o casco fosse de ferro, não era um navio encouraçado.
Saiu do porto de Londres em 5 de novembro de 1854. Depois de uma mudança de rumo, em porto de Bordéus, na França, no dia 8 de novembro, embarcou lá o brigadeiro-general Francisco Solano López e sua comitiva que havia viajado a Europa em missão especial. Em 25 de dezembro, parou no Porto do Rio de Janeiro onde foi recebido pelo Imperador Dom Pedro II.
Em Buenos Aires houve uma mudança prevista na tripulação, e 28 membros foram incorporados. Partiu para Assunção em 14 de janeiro de 1855, rebocando a embarcação menor Rosario que estava carregada com carvão. O Tacuarí chegou ao porto de Assunção em 21 de janeiro de 1855, tornando-se o novo navio-insígnia da Armada do Paraguai em substituição a balandra Estrella.

### Conflito com Brasil
Após a expulsão do cônsul americano Edward A. Hopkins e um incidente com o navio USS Water Wich, sob comando do tenente Thomas F. Page, canhoneado e muito danificado pelas baterias do Forte de Itapirú, o Paraguai enfrentou uma situação pré-bélica com o Brasil, cuja esquadra a mando do almirante Pedro Ferreira de Oliveira e composta por 20 barcos, 130 canhões e 2600 homens se haviam desdobrado frente aos barcos paraguaios.
Embora incompleta as fortificações de Humaitá e com uma marinha reduzida, em boa medida, apenas ao vapor Tacuarí, as possibilidades de López eram escassas, apesar de que a mobilização geral e até evacuação parcial da capital foram realizadas, servindo o Tacuarí para transmitir as comunicações.

### Rota Assunção-Buenos Aires
Normalizada provisoriamente a situação, foi removido a sua colisa de popa e o navio foi designado ao transporte comercial entre Assunção e Buenos Aires. Entre 9 de agosto de 1855 e 14 de junho de 1856 foram realizados 8 viagens. Na sétima, entre 21 de abril e 7 de maio, o navio transportou a Assunção o Ministro da Confederação Argentina General Tomás Guido, o enviado do Império do Brasil Antônio Pedro de Carvalho Borges e o Embaixador José Berges.
Depois de assumir o comando, em 13 de fevereiro de 1856, o capitão Pedro Ignacio Meza, partiu de Assunção ao encontro do navio inglês HMS Riffleman que transportava o contra-almirante William James Hope Johnstone, comandante-em-chefe da Estação naval britânica no Brasil, em uma missão especial. Após uma nova viagem a Buenos Aires, entre 26 de agosto a 14 de setembro de 1856, passou definitivamente a cumprir missões oficiais.
Em 1º de fevereiro de 1859, conduziu o regresso ao Paraná com a sua comitiva presidente da Confederação Geral da Argentina, Justo José de Urquiza, que encerrou sua mediação no conflito paraguaio com os Estados Unidos da América após o incidente naval com Hopkins a frente do Forte de Itapirú.
Em 27 de setembro, conduziu Francisco Solano López e sua comitiva para mediar o conflito entre a Confederação e o Estado de Buenos Aires. Após um incidente com navios britânicos que o forçaram a permanecer ancorado no porto de Buenos Aires, López teve que retornar a Paraná a bordo do vapor Ygurey, enquanto o Tacuarí retornou a Assunção em 30 de janeiro de 1860.

### Caminho para a Guerra
Até outubro de 1863 foi destinado ao transporte de pessoal, provisões e suprimentos até Humaitá. À Medida que a tensão na região aumentava com a invasão do General Venancio Flores ao Uruguai, o Tacuarí foi enviado no dia 21 de outubro sob o comando do primeiro tenente Remigio Cabral para de juntar às estações navais estrangeiras no Rio da Prata fazendo visitas de cortesias e para obter informações para Buenos Aires e permanecendo estacionado em Montevidéu.
De regresso ao Paraguai e antecipando o conflito iminente que culminaria na Guerra do Paraguai, foram colocadas tábuas em ambas as bandas, a fim de proteger a equipe e seus artilheiros contra os disparos de fuzilaria e dos canhões de menor calibre.

### Captura doMarquês de Olinda
Em 12 de novembro de 1864, de seu acampamento em Cerro León, Francisco Solano López ordenou ao Tacuarí (comandado por Remigio Cabral) que apreendesse o navio brasileiro Marquês de Olinda, que estava transportando o novo presidente do Mato Grosso, Frederico Carneiro de Campos, bem prender a tripulação e confiscar os materiais destinados a reforçar as defesas do alto Paraguai. De acordo com as suas ordenes, o Tacuarí escoltado pelo Vapor Rio Apa (Alferez Toribio Pereira) capturou sem resistência o vapor imperial no porto de Curuzú Chica, em Antequera, apreendeu os matérias do navio e levou como prisioneiros a sua tripulação, dando inicio a Guerra do Paraguai. O Marquês de Olinda passou a reforçar a esquadra paraguaia.

### Campanha no Mato Grosso
Em 14 de dezembro de 1864, um esquadrão liderado pelo Tacuarí partiu de Assunção, iniciando a invasão do Mato Grosso. Era composta pelos vapores Tacuarí, Paraguarí, Río Blanco, Ygurey e Yporá, e as embarcações menores Rosario, Independencia e Aquidabán.
Em 27 de dezembro, o esquadrão bombardeou o Forte Novo de Coimbra e os navios imperiais Jaurú, Anhambaí e Jacobina, que permaneciam em uma curva do Rio Paraguai atuando na proteção daquela fortaleza. Após escassas as munições, os brasileiros abandonaram o Forte rio acima. Na ocasião, devido ao seu excessivo calado, o Tacuarí retornou a Assunção, em 7 de março de 1865.

### Ofensiva no Rio Paraná
Em 11 de abril de 1865, zarpou de Assunção com destino a cidade argentina de Corrientes liderando uma flotilha composta também pelo Paraguarí, Marquês de Olinda, Ygurey e Yporá. Na manha de 13 de abril a flotilha sob comando de Pedro Ignacio Meza chegou a cidade e após um breve enfrentamento capturou os vapores Gualeguay e 25 de Mayo que permaneciam ancorados e desarmados passando por reparos.
Após rebocar os navios capturados até o Forte de Itapirú, colaborou com a passagem de tropas paraguaias no território argentino, partido logo depois a Assunção, onde chegou em 14 de maio de 1865.
Em 8 de junho de 1865 transportou o marechal Francisco Solano López ao Forte de Humaitá, escoltado pelo Marquês de Olinda, Paraguari, Ygurey, Jejuí, Yporá, Salto Oriental, Río Blanco e Paraná.

### Batalha do Riachuelo
A meia noite de 10 de junho, partiu de Humaitá uma esquadra paraguaia para atacar a esquadra brasileira, que se encontrava nos arredores de Corrientes para realizar o bloqueio do Rio Paraná. A esquadra paraguaia estava sob comando do capitão de fragata Pedro Ignacio Meza, encabeçada pelo Tacuarí (José Maria Martinez), e composta pelo Marquês de Olinda (tenente Ezerquiel Robles), Paraguarí (tenente José Alonso), Ygurey (tenente Remigio Del Rosario Cabral, segundo da esquadra), Jejuy (tenente Aniceto López), Yporá (Domingo Antonio Ortiz), Salto Oriental (tenente Vicente Alcaraz), Yberá (tenente Pedro Victorino Gill) e Piraveve (tenente Tomás Pereira).
Contudo, já na manhã de 11 de junho, se atrasaram devido a um problema com o vapor Yberá e, nessa parada, foram detectados pelo vapor Mearin na altura de Punta de Santa Catalina, que mais a frente da esquadra brasileira atuava realizando reconhecimento. Às 8:30 se iniciou o enfrentamento com a primeira carga entre ambas as esquadras na frente da cidade de Corrientes. Nessa primeira ação, o Tacuarí, o Marquês de Olinda e Jejuí, assim como três chatas rebocadas, sofreram sérios danos.
A esquadra paraguaia seguiu rio abaixo até as cercanias da Ilha Lagraña, donde subiu rio acima para aguardar a esquadra brasileira na posição da desembocadura entre o Rio Riachuelo e o Rio Paraná.
Após soltar do reboque a sua chata, o Tacuarí se dirigiu ao vapor Jequitinhonha para realizar o assalto, o vapor já se encontrava encalhado nos bancos de areia na margem sul e estava sendo castigado pela artilharia paraguaia posicionada nos barrancos do lado próximo ao arroio do Riachuelo. Ao notar que o vapor brasileiro Parnaíba ia ao auxilio do Jequitinhonha, o Tacuarí mudou a sua trajetória e se lançou sobre o Parnaíba, quando então os navios brasileiros Araguarí e Beberibe se juntaram ao Parnaíba.
Às 18:00, com grandes avarias, o Tacuarí deixou a batalha escoltando o que sobrou da esquadra rio acima. Após efetuar reparos de urgência em Humaitá, regressou a Assunção em 7 de julho de 1865. Diante das perdas sofridas, e com os reforços que se somaram a esquadra imperial no Rio Paraná, a esquadra paraguaia se reduziu a funções logísticas.

### Últimas atuações
Durante a retirada das tropas paraguaias de Humaitá, junto com o Ygurey transladou grande parte das tropas a Timbó. Ajudado pelo aumento do nível do rio e das inutilizadas baterias de Timbó, em 23 de março de 1868 os navios brasileiros se lançaram sobre os paraguaios.
Quando o Ygurey foi afundado por disparos dos navios brasileiros Barroso e Rio Grande, o Tacuarí foi perseguido pelos vapores Bahia e Pará, tentou inutilmente escapar pelo arroio Guaycurú e, depois de desembarcar a tripulação, com a pólvora de sua artilharia, foi incendiado o navio que começou a afundar.
Conforme relatos do oficial brasileiro, que esteve engajado na sua perseguição e testemunhou o seu naufrágio: “Apenas surgimos no extremo da ilha que tem o nome daquele riacho (Guaycurú), e encontramos outro vapor, o "Tacuarí", encostado em um banco perto da margem paraguaia, ao norte da Ilha de Aracá. Destacado o vapor Pará e seguido do "Bahia", eles precipitaram a retirada desse veloz vapor para Humaitá, foi obra de um instante. O inimigo nem sequer se atreveu a levar a bandeira, tendo recebido desde navio de batalha dois disparos perfeitamente empregados. Em princípio, dissimuladamente, se desejava ir ao "Tacuarí" pela popa, mas sabendo a inutilidade da tentativa de navegar para trás, avançou para a frente, e recebeu três disparos do "Pará" e, muito avariados, investiram (sic) pelo Guaycurú rio acima. Na primeira volta, vagou. Alguns minutos depois, ele viu o "Bahia" na sua popa, apesar do estreito do riacho, teve que retomar a sua fuga, pois estava assediado por seus perseguidores. Às 9:30, o desesperado "Tacuarí", ziguezagueando inutilmente por um canal de menos de 30 metros de largura, embicou em cima de uma barranca, atando uma amarra em terra. Cessaram as chances de confiscar a embarcação, que até então havia. O barranco estava repleto de tropas de infantaria, emboscados na floresta e em cima das árvores carabineiros visando os nossos homens no leme dos barcos e os oficiais de indispensável comando. Eu ordenei que mandasse a pique o vapor inimigo, e o "Bahia" fez cair sobre ele as cargas de suas duas peças de calibre 150mm, disparando bombas, fuzilaria e disparos rasos, acertando-o em todas as partes e às 11:00 da manhã, tendo sido submerso o seu casco, foi anunciado o seu naufrágio, onde submergindo até tocar o fundo e deixando para fora d’água apenas uma parte da sua chaminé”.